# Gyrophaena munsteri
Gyrophaena munsteri – gatunek chrząszcza z rodziny kusakowatych i podrodziny rydzenic.

## Taksonomia
Gatunek ten opisany został po raz pierwszy w 1935 roku przez Andreasa Stranda.

## Morfologia

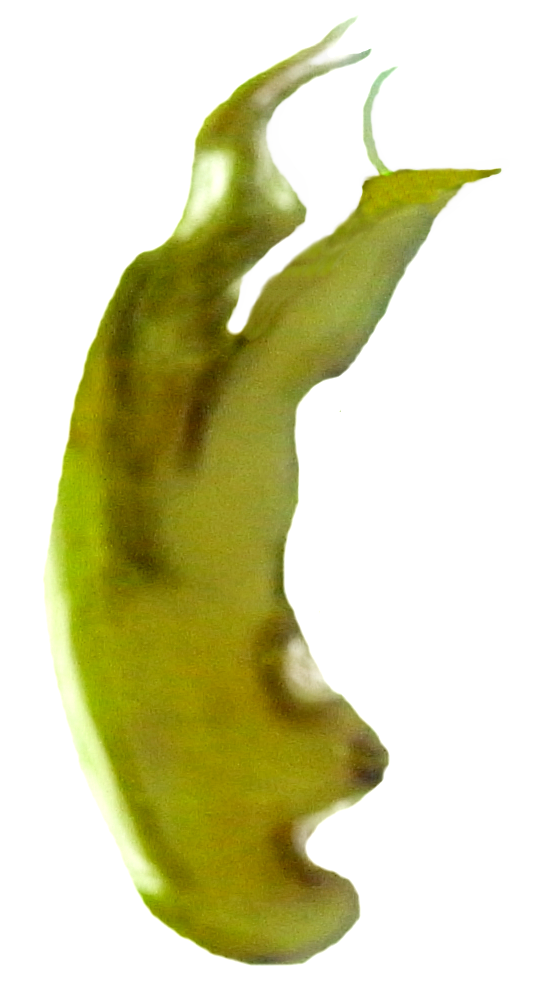
Genitalia samca

Chrząszcz o wydłużonym ciele długości od 2 do 2,4 mm. Głowa jest pomarańczowa, 1,7 raza szersza niż dłuższa, zaopatrzona w wyłupiaste oczy. Barwa czułków jest rudożółta, ciemniejąca ku szczytom. Ich człony od piątego do dziesiątego są wyraźnie szersze niż dłuższe. Przedplecze jest pomarańczowe, często o zatartej mikrorzeźbie, zwłaszcza u samców. Po bokach linii środkowej przedplecza występują zwykle szeregi punktów. Pokrywy są czerwonożółte z zaczernionymi zewnętrznymi kątami tylnymi, a czasem całą tylną ⅓. Na ich powierzchni występują silnie rozproszone i słabo dostrzegalne nakłucia. Kolor odnóży jest żółtawy do pomarańczowego. Odwłok ma ubarwienie pomarańczowe z czarną przepaską w tyle, zazwyczaj nieobejmującą przedniej połowy czwartego tergitu.

## Ekologia i występowanie
Owad ten bytuje w owocnikach grzybów, w tym żagwi i opieniek.
Gatunek palearktyczny, europejski, znany z Wielkiej Brytanii, Francji, Belgii, Holandii, Niemiec, Szwajcarii, Austrii, Włoch, Danii, Szwecji, Norwegii, Finlandii, Litwy, Polski, Czech i Słowacji.